# جون موريلي
جون موريلي (بالإنجليزية: John Morelli)‏ هو لاعب كرة قدم أمريكية أمريكي، ولد في 11 يونيو 1922 في رفير في الولايات المتحدة، وتوفي في 26 يناير 2004 في غرينزبورو في الولايات المتحدة.